# Adelphomyia saitamae
Adelphomyia saitamae är en tvåvingeart som först beskrevs av Alexander 1920.  Adelphomyia saitamae ingår i släktet Adelphomyia och familjen småharkrankar. Inga underarter finns listade i Catalogue of Life.